# Wierchoturje

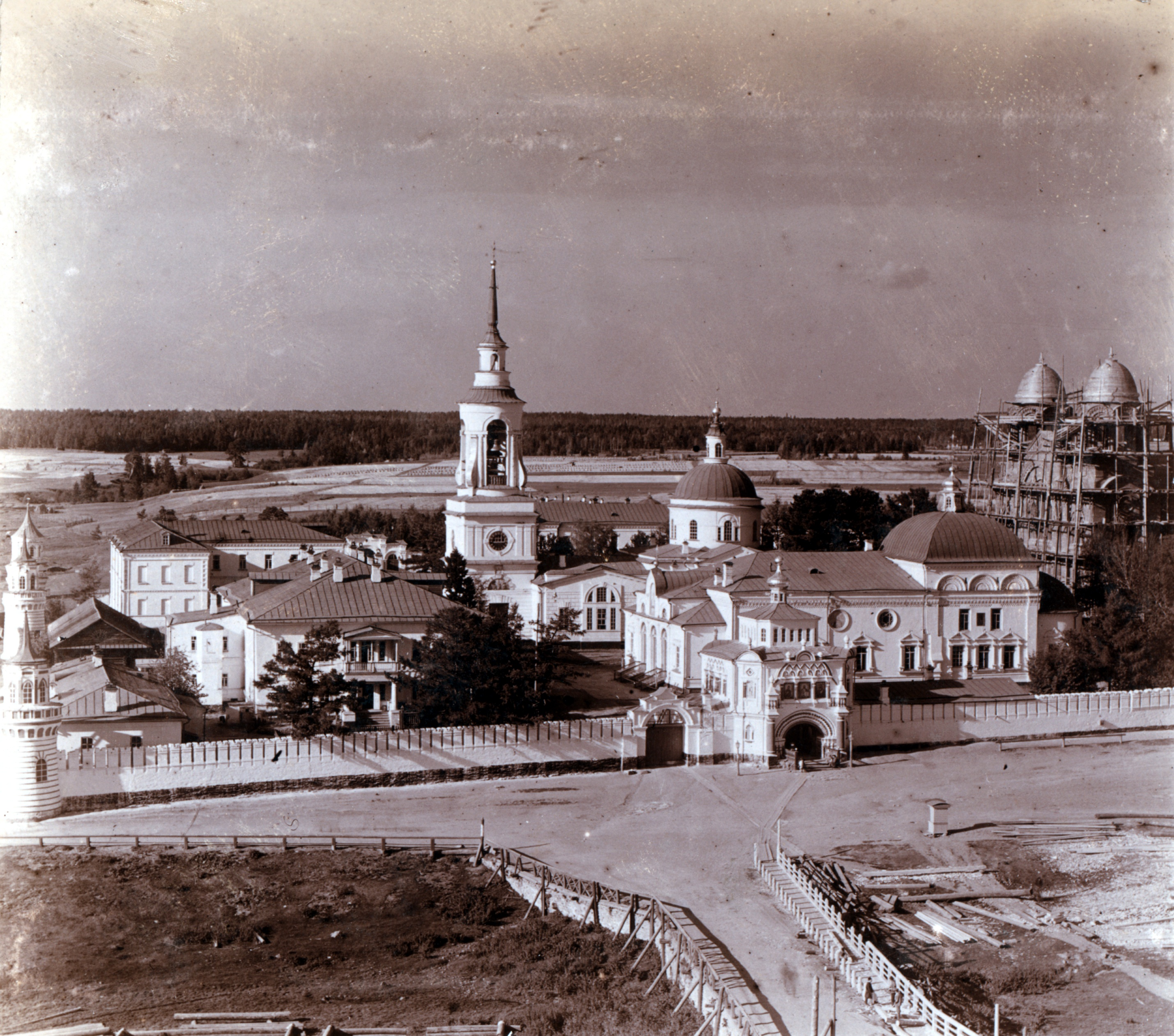
Klasztor – zdjęcie z 1910

Wierchoturje (ros. Верхотурье) – miasto w Rosji, w obwodzie swierdłowskim, centrum administracyjne rejonu wierchoturskiego. 7,6 tys. mieszkańców (2005).
Założone w 1597, jest jednym z najstarszych rosyjskich miast za Uralem. W mieście znajduje się wiele zabytków z XVIII i XIX wieku, funkcjonują dwa prawosławne klasztory – męski monaster św. Mikołaja i żeński monaster Opieki Matki Bożej.
Położone nad brzegami Tury, dopływem Tobołu.